# دونغشينغ
دونغشينغ (بالصينية: 东兴市) هي مدينة من مدن الصين. يبلغ عدد سكانها 110000 نسمة حسب إحصائيات سنة 2007. يبلغ ارتفاع المدينة عن سطح البحر قرابة 12 متر. تبلغ مساحتها 540.7 كم².

## المناخ
يظهر الجدول التالي التغييرات المناخية على مدار السنة لدونغشينغ:
| البيانات المناخية لـدونغشينغ       | البيانات المناخية لـدونغشينغ | البيانات المناخية لـدونغشينغ | البيانات المناخية لـدونغشينغ | البيانات المناخية لـدونغشينغ | البيانات المناخية لـدونغشينغ | البيانات المناخية لـدونغشينغ | البيانات المناخية لـدونغشينغ | البيانات المناخية لـدونغشينغ | البيانات المناخية لـدونغشينغ | البيانات المناخية لـدونغشينغ | البيانات المناخية لـدونغشينغ | البيانات المناخية لـدونغشينغ | البيانات المناخية لـدونغشينغ |
| الشهر                              | يناير                        | فبراير                       | مارس                         | أبريل                        | مايو                         | يونيو                        | يوليو                        | أغسطس                        | سبتمبر                       | أكتوبر                       | نوفمبر                       | ديسمبر                       | المعدل السنوي                |
| ---------------------------------- | ---------------------------- | ---------------------------- | ---------------------------- | ---------------------------- | ---------------------------- | ---------------------------- | ---------------------------- | ---------------------------- | ---------------------------- | ---------------------------- | ---------------------------- | ---------------------------- | ---------------------------- |
| الدرجة القصوى °م (°ف)              | 27.2 (81.0)                  | 29.8 (85.6)                  | 33.6 (92.5)                  | 33.1 (91.6)                  | 35.8 (96.4)                  | 37.9 (100.2)                 | 36.5 (97.7)                  | 38.4 (101.1)                 | 36.7 (98.1)                  | 35.0 (95.0)                  | 32.5 (90.5)                  | 30.1 (86.2)                  | 38.4 (101.1)                 |
| متوسط درجة الحرارة الكبرى °م (°ف)  | 18.8 (65.8)                  | 19.2 (66.6)                  | 21.9 (71.4)                  | 26.1 (79.0)                  | 29.8 (85.6)                  | 31.2 (88.2)                  | 31.5 (88.7)                  | 31.6 (88.9)                  | 31.4 (88.5)                  | 29.1 (84.4)                  | 25.5 (77.9)                  | 21.8 (71.2)                  | 26.5 (79.7)                  |
| المتوسط اليومي °م (°ف)             | 15.1 (59.2)                  | 16.0 (60.8)                  | 18.9 (66.0)                  | 22.9 (73.2)                  | 26.1 (79.0)                  | 27.7 (81.9)                  | 28.0 (82.4)                  | 27.7 (81.9)                  | 26.9 (80.4)                  | 24.3 (75.7)                  | 20.5 (68.9)                  | 16.9 (62.4)                  | 22.6 (72.7)                  |
| متوسط درجة الحرارة الصغرى °م (°ف)  | 12.6 (54.7)                  | 13.8 (56.8)                  | 16.7 (62.1)                  | 20.5 (68.9)                  | 23.5 (74.3)                  | 25.1 (77.2)                  | 25.2 (77.4)                  | 24.9 (76.8)                  | 23.8 (74.8)                  | 21.1 (70.0)                  | 17.1 (62.8)                  | 13.6 (56.5)                  | 19.8 (67.7)                  |
| أدنى درجة حرارة °م (°ف)            | 4.0 (39.2)                   | 4.1 (39.4)                   | 5.0 (41.0)                   | 11.1 (52.0)                  | 15.7 (60.3)                  | 19.5 (67.1)                  | 21.5 (70.7)                  | 21.2 (70.2)                  | 17.3 (63.1)                  | 10.8 (51.4)                  | 5.5 (41.9)                   | 3.3 (37.9)                   | 3.3 (37.9)                   |
| الهطول مم (إنش)                    | 46.8 (1.84)                  | 51.4 (2.02)                  | 69.9 (2.75)                  | 151.2 (5.95)                 | 325.8 (12.83)                | 463.0 (18.23)                | 570.9 (22.48)                | 537.8 (21.17)                | 303.4 (11.94)                | 175.2 (6.90)                 | 56.9 (2.24)                  | 32.5 (1.28)                  | 2٬784٫8 (109.63)             |
| متوسط أيام هطول الأمطار (≥ 0.1 mm) | 12.7                         | 15.1                         | 16.2                         | 15.4                         | 16.8                         | 19.3                         | 21.8                         | 19.7                         | 13.6                         | 10.7                         | 7.3                          | 7.4                          | 176.0                        |
| المصدر: Weather China              |                              |                              |                              |                              |                              |                              |                              |                              |                              |                              |                              |                              |                              |